# Lega Nazionale A (tennistavolo)
La Lega Nazionale A è la massima divisione del campionato svizzero maschile di tennistavolo.
Si disputa sin dal 1934, organizzata dalla Swiss Table Tennis.

## Storia

### Denominazioni
- dal 1934: Lega Nazionale A

## Partecipanti stagione 2012-2013
- CTT Forward-Morges 1
- TTC Kloten 1
- STT Lugano 1
- TTC Rapid Luzern 1
- CTT Meyrin 1
- TTC Rio-Star Muttenz 1
- TTC Neuhausen 1
- TTC Wil SG 1

## Albo d'oro
- 1935: Lausanne Cour
- 1936: Geneva Genève
- 1937: Silver Star Genève
- 1938: Silver Star Genève
- 1939: -
- 1940: -
- 1941: -
- 1942: Blue-Black Genève
- 1943: Silver Star Genève
- 1944: Silver Star Genève
- 1945: Silver Star Genève
- 1946: Silver Star Genève
- 1947: Silver Star Genève
- 1948: Silver Star Genève
- 1949: Silver Star Genève
- 1950: Silver Star Genève
- 1951: Silver Star Genève
- 1952: Silver Star Genève
- 1953: Silver Star Genève
- 1954: Silver Star Genève
- 1955: Silver Star Genève
- 1956: Silver Star Genève
- 1957: Silver Star Genève
- 1958: Silver Star Genève
- 1959: Silver Star Genève
- 1960: Silver Star Genève
- 1961: Silver Star Genève
- 1962: Silver Star Genève
- 1963: Silver Star Genève
- 1964: Fribourg
- 1965: Fribourg
- 1966: Elite Bern
- 1967: Elite Bern
- 1968: Elite Bern
- 1969: Elite Bern
- 1970: Elite Bern
- 1971: Silver Star Genève
- 1972: Elite Bern
- 1973: Elite Bern
- 1974: Elite Bern
- 1975: Baslerdybli
- 1976: Rapid Genève
- 1977: Young Stars Zürich
- 1978: Young Stars Zürich
- 1979: Young Stars Zürich
- 1980: Young Stars Zürich
- 1981: Young Stars Zürich
- 1982: Silver Star Genève
- 1983: Wettstein Basel
- 1984: Silver Star Genève
- 1985: Kloten
- 1986: Kloten
- 1987: Kloten
- 1988: Silver Star Genève
- 1989: Wil
- 1990: Horn
- 1991: Horn
- 1992: Silver Star Genève
- 1993: Wil
- 1994: Meyrin
- 1995: Silver Star Genève
- 1996: Neuhausen
- 1997: Wil
- 1998: Neuhausen
- 1999: Silver Star Genève
- 2000: Neuhausen
- 2001: Meyrin
- 2002: Meyrin
- 2003: Meyrin
- 2004: Meyrin
- 2005: Rio-Star Muttenz
- 2006: Rio-Star Muttenz
- 2007: Rio-Star Muttenz
- 2008: Rio-Star Muttenz
- 2009: Rio-Star Muttenz
- 2010: Rio-Star Muttenz
- 2011: Rio-Star Muttenz
- 2012: Rio-Star Muttenz